# خضر عباس الصالحي
خضر عباس الصالحي (1925 - 1983) شاعر وكاتب عراقي من أهل القرن العشرين الميلادي/الرابع عشر الهجري. ولد في بغداد بمحلة الشواكة الواقعة في جانب الكرخ، لقب بالصالحي نسبة إلى منطقة الصالحية في الكرخ، حيث نشأ. التحق بدار المعلمين الريفية بالرستمية في أطراف بغداد سنة 1939 فظهرت مواهبه الشعرية لما تحفل به هذه المنطقة من مناظر طبيعية. وتخرج معلمًا سنة 1942. عيّن مدرسًا في مضارب قبيلة شمر قرب مدينة بلد، ثم تنقل بين مناطق أخرى، لينتهي إلى مدرسة المسعودي بمدينة بغداد 1950 وظل بها إلى أن تقاعد. كان عضو جمعية المؤلفين والكتّاب العراقيين. وكان له اتجاه إسلامي واضح، وآخر قومي يدعو للوحدة العربية، ويعادي الاستعمار والصهيونية. توفي في بغداد. له مؤلفات عدة في نقد أدبي ومجموعات شعرية.

## سيرته
ولد خضر عباس الصالحي سنة 1925 في بغداد بمحلة الشواكة الواقعة في جانب الكرخ من أب ينتمي إلى قبيلة خفاجة، وأم تنحدر من عشيرة العقيل. وكان والده من الطبقة الفقيرة يعمل نجاراً بأجر زهيد. ولقب «صالحي» نسبة إلى محلة الصالحية بجانب الكرخ من بغداد. في سنة 1932 دخل مدرسة باب السيف الابتدائية للبنين. وقد توفي أبوه بالسكتة القلبية وهو في الصف الخامس الابتدائي. وعاش خضر مع أمه وأخوته الأربعة بلا معيل. وفي سنة 1939 التحق بدار المعلمين الريفية في الرستمية وقضى فيها أربع سنوات حيث ظهرت مواهبه الشعرية وبدأ ينظم. وفي 1942 عين لأول مرة معلما في مضارب شمر في الفرحاتية القريبة من جسر حربي الأثري ونقل إلى مدرسة بلد، ثم الدورة. وفي أثناء هذه الفترة كان محتكاً بحياة الفلاحين.
وفي 1950 نقلت إلى مدرسة المسعودية في داخل بغداد.
توفي في بغداد سنة 1983.

## حياته وآرائه الشخصية
تزوج في 30 حزيران 1945 من إحدى بنات محلته وأنجب له ولدين وبنتين. أعلن أن العقيدة التي‌ «أعتقها قلباً ولساناً هي دين الإسلام...فأنا مسلم أومن بكل ما جاء به الإسلام من قوانين ومثل عليا، وما وضعه من أوامر ونواه نصاً وروحاً...وانتهم سبل المذهب الجعفري، مذهب الأئمة الاثنى عشرية...وأنبذ فكرة الطائفية المقيتة بكل مراميها وابعادها نبذاً باتاً واحاربها حرباً لا هوادة فيها.» ووصف نفسه «أنا عربي أحب قومي بكل جوارحي» و«من دعاة الحكم الجمهوري الشعبي».

## شعره
قال عن نفسه لم تأثر بشاعر معين. وأعتمد على نفسه في الشعر والتوفر على دراسته. فكان يطالع كل ديوان شعري يقع في يده من القدامى والمحدثين. هو «شاعر وجداني يستمد قصائده من تأملاته ومشاهداته، ويجمع إلى نزعته الرومانسية قدرةً على السخرية والمداعبة، يرسم بها ملامح أشخاص ممن حوله، وقد لا يعفي منها نفسه.»

## مؤلفاته
- أحمد الصافي النجفي، 1961.
- ضباب الحرمان، 1962.
- شاعرية يوسف عز الدين، 1963.
- شاعرية أبي المحاسن، 1964.
- تحرير فلسطين، 1969.
- شاعرية وحياة عبد الصاحب الملائكة
- شاعرية علي الجارم
- صراع العواطف

## وصلات خارجية
- خضر عباس الصالحي في «معجم البابطين لشعراء العربية في القرنين التاسع عشر والعشرين»